# Isis (godin)
Isis (Grieks) of Aset (Oud-Egyptisch Au Set) is een van de belangrijkste godinnen van de Egyptische mythologie. Isis werd eerst vereerd in de Nijldelta, later kreeg ze onder andere een tempel op het eilandje Philae. Haar thuisplaats was het Iseum (huidige Behbeit el-Hagar), de twaalfde Benedenegyptische nomos.

## Ontstaan
Oorspronkelijk is Isis de naam van een beschermgodin uit de Nijldelta. Zij werd vervolgens geassimileerd met Wadjet, de slangengodin van de beneden Nijl. Bij de vereniging van het noordelijke Beneden-Egypte en het zuidelijke Opper-Egypte was zij het die ook de identiteit van Nekhbet aannam, de giergodin van Opper-Egypte. Zij droeg op bepaalde afbeeldingen de gierenvleugels.
Diodorus van Sicilië meldt in zijn geschriften dat Isis als uitvindster van de landbouw werd vereerd en eveneens als grote heelmeesteres. Zij was ook degene door wie (of onder wie) het eerst de wet van rechtvaardigheid in het land werd ingesteld. In dat systeem was het voorgeschreven "dat de koningin grotere macht en eer toekwam dan de koning en dat in het privéleven ook de vrouw autoriteit zou hebben over de echtgenoot, en dat de echtgenoten er in het huwelijkscontract zouden in toestemmen hun vrouw in alles gehoorzaam te zijn".

Isis was in deze landbouwstaat altijd heel sterk met de Nijl verbonden, het vruchtbare water dat volgens de jaarlijkse cyclus het land kwam bevloeien. Tempels werden als uitkijkposten geplaatst, die toelieten de tekenen aan de hemel te herkennen die samenvielen met het wassende water. Deze tempels waren dan ook alle op het zuiden gericht. De belangrijkste tempel van Isis bevond zich op het eilandje Philae helemaal zuidelijk in de Nijl, namelijk daar waar men het aanzwellende Nijlwater het vroegst kon opmerken. Na de bouw van de Aswandam en de vorming van het Nassermeer kwam dit eiland onder water te liggen en is de tempel verplaatst naar het eilandje Agilkia.

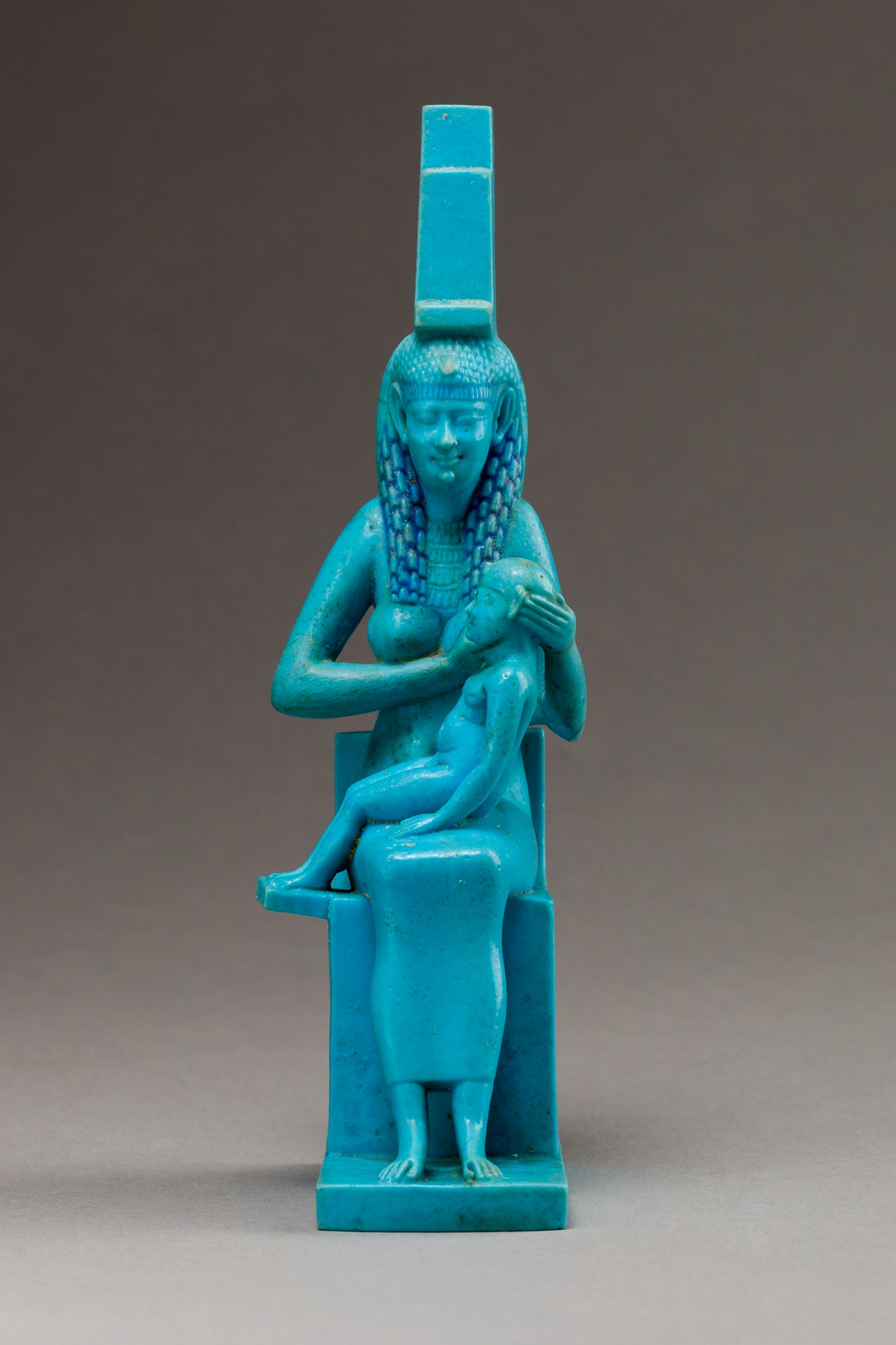
Isis met zoon Horus
Metropolitan Museum of Art

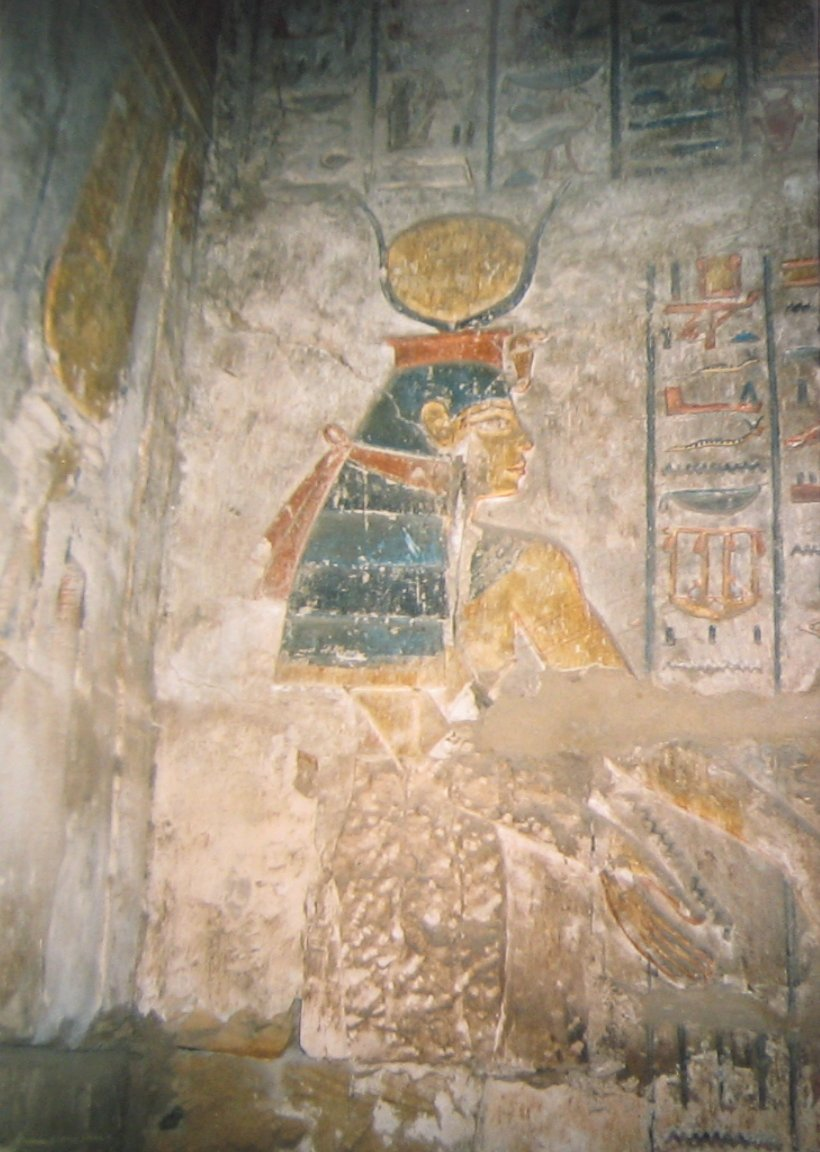
Isis in de Tempel van Chonsoe

## Genealogie
Volgens een Egyptisch scheppingsverhaal was Isis de dochter van Geb en Nut, de god van de aarde en de godin van de hemel. Isis of Aset was de zuster van haar echtgenoot Osiris (Egyptisch Oesir) en van Nephthys en Seth. Horus is haar zoon en symboliseert het jaarlijks verdwijnen en opkomen van het leven, zoals dat in de landbouw zichtbaar wordt (zie ook: Geboorte van Horus).
Het gebruik om poppen van de korengeest te maken bestaat nu nog altijd bij de Kopten. Tijdens de goede week wordt een voorstelling van Christus in de vorm van een mummie op het altaar gelegd van vrijdag tot zondag, omgeven door bloemblaadjes en dergelijke. Vrouwen (mannen niet) vullen ook nog altijd potjes met aarde en zaaien daarin. Dit doet denken aan de tuin van Adonis. Op Sicilië werd in het voorjaar altijd zo’n pot ("tuin van Adonis") gemaakt, die daarna werd weggegooid.
Osiris, haar geliefde, kreeg de landbouw van haar geleerd.
Voor de regeneratie van Osiris is Isis belangrijk als actieve kracht die het lichaam van Osiris, dat in 14 stukjes gesneden werd, weer één maakt. Dat is zijn wederopstanding als Horus. De symboliek is dat Osiris moet lijden en sterven opdat wij leven: koren wordt gedorst, gemalen enzovoorts en herleeft via het zaaizaad het volgende jaar. Brood speelt een grote rol in de Isiscultus evenals wijn (het bloed van Osiris).

## Attributen en functie
Isis stond bekend als vruchtbaarheidsgodin en als een meesteres van magie, die zelfs Ra om de tuin leidde in de mythe van Ra en Isis. Haar man Osiris echter werd gedood door zijn broer Seth en zijn lijk in stukken gesneden. Isis, geholpen door Anubis, de jakhals-god die het balsemen uitvond, verzamelde de stukken en wist door haar magie zwanger te worden van een zoon, Horus, die zijn vader zou wreken en diens plaats op de troon innemen. Osiris werd heerser over het dodenrijk en Isis was permanent op zoek naar hem. Er is (in de vierde Sallierpapyrus) een versie van de mythe van de strijd tussen Horus en Seth, waarin Isis probeerde haar broer - ondanks diens wandaden - te redden. Daarop werd Horus woedend en hakte haar hoofd af. Maar Thoth verving het hoofd van Isis door dat van een koe. De koe was het symbool van liefde.
De farao's van de 1e dynastie noemden zich afstammelingen van Isis. Er komen ook vrouwelijke farao's voor. Isis en Osiris staan later model voor het Egyptische koningschap. Een koning huwde bij voorkeur met zijn zuster, bij zijn leven was hij een Horus, en schreef een van zijn namen met de Horusvalk erboven. Bij zijn overlijden werd hij een Osiris en als zodanig vereerd.
Kenmerkend voor Isis is de troon, de Mu'at. waarop zij doorgaans plaats neemt, en die op zich als symbool voor de godin geldt en in de hiëroglief van haar naam voorkomt. Het is een teken van opperste macht en gezag. Ook de Isisknoop is kenmerkend. Dit is een soort wrong in het kleed waarmee de nauwe relatie tussen aarde en hemel wordt gesymboliseerd, en die ook door haar priesteressen werd gedragen.
Isis nam mettertijd de aspecten en attributen van andere godinnen over, zoals Selket, Hathor, Neith en Noet, om die te verenigen in een enkele godheid.

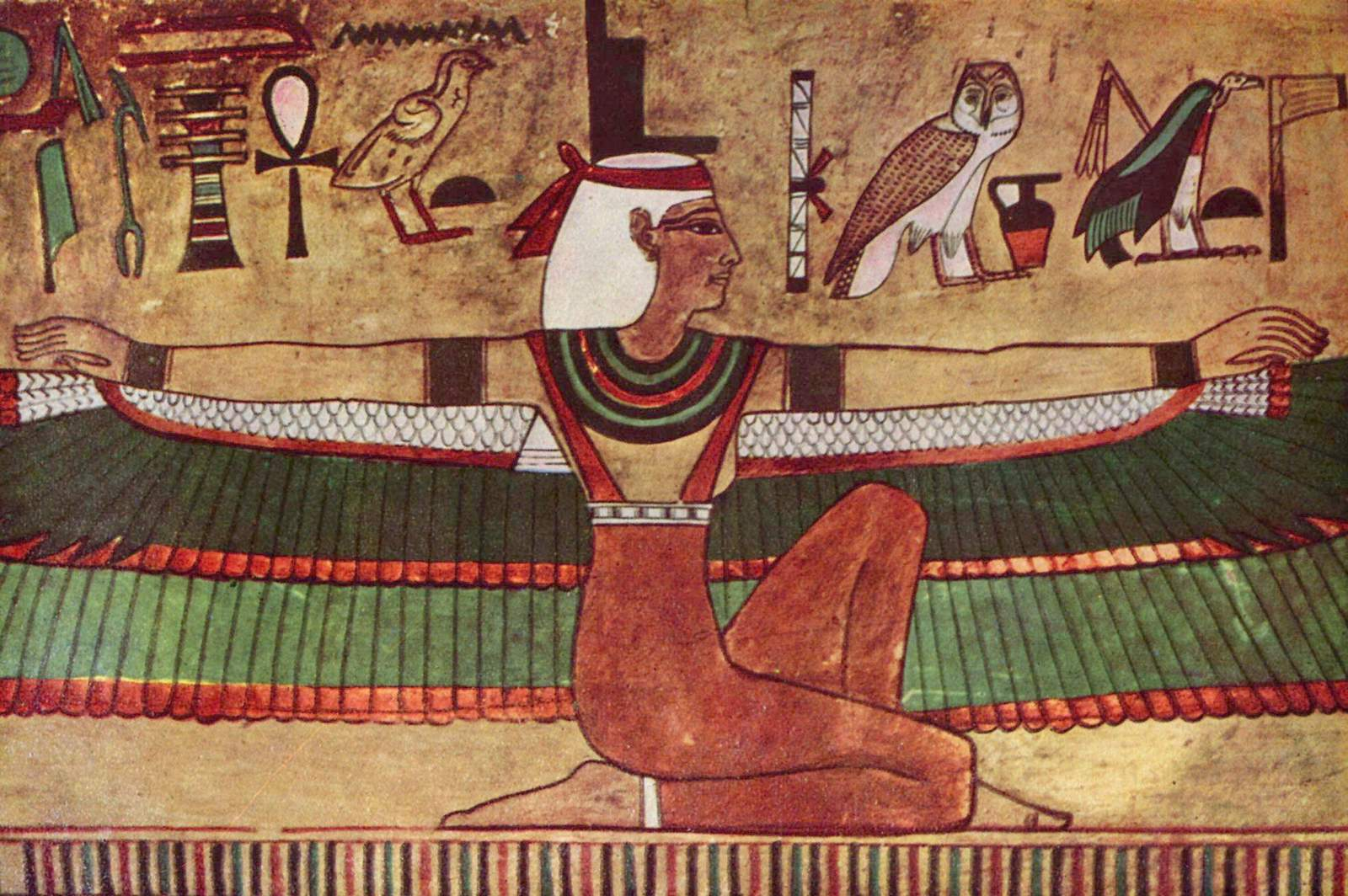
Isis met vleugels
(ca. 1380-1335 v. Chr.), muurschildering in het graf van Seti I

Attributen waarvan zij er met andere godinnen gemeen heeft zijn:
- de Anch, symbool van vruchtbaarheid en eeuwig leven;
- het sistrum en het halssnoer menat van Hathor;
- de zonneschijf met de stierenhoorns van Hathor;
- de haarpruik in de vorm van de opgevouwen vleugels van een gier, attribuut van de hemelgodinnen, met Nekhbet als eerste;
- vaak de afbeelding van de troon, symbool van de macht, boven het hoofd of als teken op zich om haar aan te duiden[1]
- de was scepter en de papyrusstengel in de handen;
- de Mu'at, troon als symbool in de hiëroglief van haar naam en die zij op het hoofd draagt.

Vanaf het Nieuwe Rijk is ze niet meer van Hathor te onderscheiden. Men spreekt dan van Isis-Hathor. Beiden dragen dezelfde haartooi (koeienkop met omhoornde zonneschijf die op een krans van uraeusslangetjes rust, en een pruik in de vorm van een gier.

## Isiscultus
Bekende plaatsen van oorsprong van de Isiscultus waren Taposiris Magna in de noordelijke delta, dat verbonden was met Alexandrië door een 45 km lange processieweg, en Philae het meest zuidelijke eiland in de Boven-Nijl, waar het vruchtbare slik het eerst het land overspoelde. Plutarchus beschreef hoe de sarcofaag waarin Osiris door zijn broer Seth werd opgesloten een belangrijke rol speelde in het ritueel. Het sluiten van het deksel zou symbool staan voor het verdwijnen van het water. Dit ritueel staat afgebeeld op het mozaïek van Preneste.

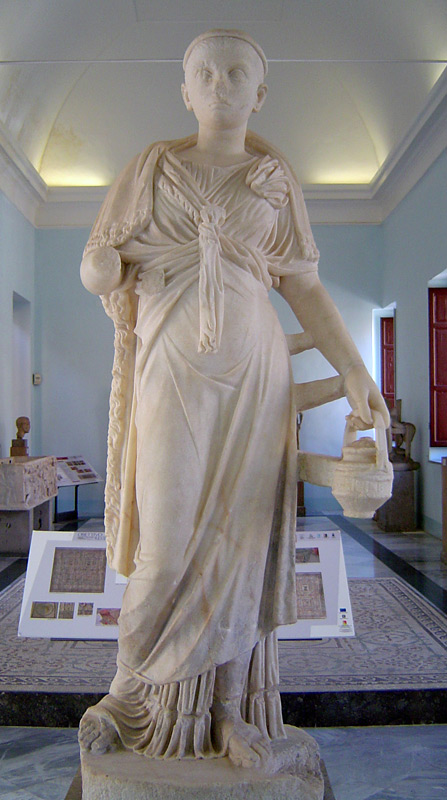
Priesteres van Isis
(2e eeuw), Romeins beeld, Museo Archaeologico Palermo

Na de verovering door Alexander de Grote in 332 v.Chr. werd de Isiscultus ook naar de hellenistische wereld overgebracht. Vanaf de 2e eeuw v.Chr. begon haar cultus zich door toedoen van handelaren en zeelieden door het hele Middellandse Zeegebied te verspreiden, maar ook tot in Pannonië, Gallië tot aan de Rijn, en in Bretagne. Zoals de Demeter van Elefsina, verleende Isis onsterfelijkheid aan degenen die in de mysteriecultussen werden ingewijd. In Griekenland werd zij vaak met Demeter gelijkgesteld. Plutarchus heeft wel de meest uitgebreide beschrijving nagelaten van de mythe van Isis en Osiris, maar hij schrijft over een cultus die in de tijd van de Ptolemeeën aan veel veranderingen had blootgestaan, vooral onder Griekse invloed. Deze Griekse historicus beschrijft de godin als "Het vrouwelijke natuurprincipe". Zij werd volgens hem onder talloze namen vernoemd, aangezien zij zich vlot "in dit of het gene verandert" en "ontvankelijk is voor iedere wijze van gedaante en vorm". 

In de Romeinse tijd was de cultus van Isis vanaf 80 v.Chr. tot in de 6e eeuw bijzonder populair en dus zeker niet langer beperkt tot Egypte en Griekenland. Haar cultus gold aldus Fr. Cumont "van Alexandrië tot Arles en van de uithoeken van de Sahara tot de Britse eilanden, van de bergen van Asturië tot de heuvels van de Donau". In de Romeinse mysteriën werd zij aanroepen als "De Ene die Al is". Keizer Gaius (bijgenaamd Caligula) bouwde een tempel voor Isis. Keizer Domitianus liet een tempel bouwen voor haar in Benevento. 
Haar eredienst ging met veel prachtige rituelen en muziek gepaard, onder andere het gebruik van sisters, een soort besnaarde rammelaar, die nu in Ethiopië nog wel gebruikt wordt. In Rome bestonden de cultus van Isis en de cultus van Cybele naast elkaar. De Isiscultus was veel rustiger, vergelijkbaar met de cultus van Demeter. Demeter was de godin van het graan, bij de Romeinen geïdentificeerd met Ceres. Men at brood dat besmet was met de schimmel van 'moederkoren' (el-got) wat in feite LSD opleverde, vandaar extase en dansen. Zo werd ook het muziekinstrument (sistrum) symbool van Hathor. Dit instrument wordt vandaag nog steeds gebruikt in de Koptische kerk. Het sistrum kan gecombineerd zijn met een niet te hoge zuil (bijvoorbeeld Tempel van Hateh-Sut).
Isis werd vaak afgebeeld met Horus, haar zoontje, op schoot. Onderzoek houdt het voor mogelijk, dat dit beeld tijdens de kerstening door het christendom werd overgenomen als de Madonna met Kind. Heiligdommen werden omgevormd tot christelijke kerk.
In Egypte bleef haar eredienst bestaan tot 552 na Chr., toen liet keizer Justinianus de tempel sluiten.
In Beneden-Egypte had tot dan toe enkel de later gekomen Iraanse initiatiecultus van Mitra de hare in aantal volgelingen overtroffen. Deze laatste was vooral een cultus van soldaten.

## Isis en andere volken
Ook buiten de Egyptische grenzen werd Isis ten slotte zeer populair en werd zij al naargelang haar aspect met andere godinnen geassimileerd. Door de Grieken werd Isis vereenzelvigd met Demeter en Aphrodite en met nog vele andere godinnen. In het oude Rome ontstond een populaire Isiscultus in de tijd van Julius Caesar, wat leidde tot verspreiding over het hele Romeinse Rijk (getuigen de talrijke terracotta beeldjes die als huwelijksgeschenk werden gegeven). In Pompeï kan een compleet opgegraven Isistempel worden bezichtigd.
Het is bekend dat ook in Engeland in de Romeinse tijd de Isisdienst werd beleden. Een Isistempel in Londen aan de oever van de Thames en een Isisaltaar in Chester getuigen van het bestaan van deze religie op de Britse Eilanden in die tijd. Misschien heeft de Godin Danu, de goddelijke voormoeder van de Tuatha de Danaan uit Ierland (al dan niet verwant met de Romeinse Diana, de Griekse Dione en de Indische Danu), de grondslag gevormd voor de eredienst die als Heksencultus is bestempeld.
Isis ligt aan de oorsprong van heel wat mythen van de mensheid, rond welke een levendige traditie ontstond en die in heel wat kunstwerken en literaire werken tot uiting zijn gekomen.

## Parallellen in katholicisme en orthodoxie
Een aantal onderzoekers is van mening dat de Isiscultus in laat-Romeinse tijden een invloed heeft gehad op de ontwikkeling van de christelijke cultus van de Moedermaagd Maria. Getuigenissen geven aan dat dit de katholieke Kerk toeliet om grote aantallen gelovigen in haar rangen te halen die voordien de Isiscultus aanhingen, en die wel bereid waren zich te bekeren voor zover een op Isis gelijkende vrouwelijke figuur beschikbaar was waar zij hun vroeger geloof op konden focussen. Iconografisch vallen in ieder geval de gelijkenissen op tussen de zittende Isis die haar zoon Horus zoogt en de talloze Madonna's, die de zittende Maria die haar zoon Jezus in de arm houdt en eventueel zoogt afbeelden. Ook is er een parallel tussen de maagdelijkheid van Isis en die van Maria. Ook van Isis werd verteld dat de conceptie niet-lichamelijk was, en dat zij dus als maagd geboorte gaf aan Horus, net zoals in de Frygische mythologie de god Attis uit de maagdelijke moeder Nana stamde.
Ook al wordt de Maagd Maria in het katholicisme en orthodoxie niet aanbeden (maar vereerd), toch vertolkt zij de rol van altijd bijstaande moederfiguur op een wijze die parallellen vertoont met die in de eertijds gangbare Isiscultus.
De verering van de Zwarte Madonnas zou een late uitloper zijn van de Isiscultus in Neder-Nubië, waar aanvankelijk de zwarte Isis van Philae werd vereerd.
De Mariaverering in de orthodoxe en zelfs in de Anglicaanse traditie wordt vaak onderschat. Traditionele iconen zijn nog steeds populair in de hedendaagse orthodoxe ritus. Zie ook kerstening en syncretisme.